# EBA Clearing
EBA Clearing es un proveedor de infraestructura de pagos paneuropea propiedad de los principales bancos europeos. 
Posee y opera una importante infraestructura de pago en Europa para pagos interbancarios en euros. Esto incluye EURO1 para el sistema de pagos de alto valor, STEP1, un sistema de pago para pagos únicos en euros para bancos pequeños y medianos, y STEP2, una cámara de compensación automática paneuropea (PE-ACH). También opera el sistema RT1 para pagos instantáneos lanzado en noviembre de 2017. Tanto EURO1 como STEP2 han sido identificados como Sistemas de Pago de Importancia Sistémica (SIPS) por el Banco Central Europeo.
La organización tiene su sede en París y tiene oficinas de representación en Bruselas, Fráncfort del Meno y Milán.

## Historia
EBA Clearing fue fundada en junio de 1998 por la Euro Banking Association (EBA) y es propiedad de los principales bancos que operan en Europa.
Su misión inicial era crear y operar el sistema de compensación y liquidación para transacciones en euros de alto valor, EURO1, que la EBA había transferido a EBA Clearing en el lanzamiento del Eurosistema en 1999. Además de EURO1, EBA Clearing también posee y opera STEP1, un sistema de pago para pagos únicos en euros para bancos pequeños y medianos, y STEP2, una cámara de compensación automatizada paneuropea (PE-ACH) para pagos minoristas denominados en euros. En marzo de 2013, EBA Clearing lanzó MyBank, una solución de autorización electrónica para pagos en línea, que está orientada a facilitar el crecimiento del comercio electrónico en toda Europa.</ref>
En 2016, bancos de nueve países acordaron crear RT1, la infraestructura paneuropea de EBA Clearing para pagos instantáneos en euros. El sistema se puso en marcha en noviembre de 2017.

## Sistemas de pago

### EURO1
EURO1 es un sistema de pago de gran valor equivalente a LBTR (liquidación bruta en tiempo real) que liquida transacciones únicas en euros de alta prioridad y urgencia, y principalmente de gran importe. EURO1 opera sobre una base neta multilateral, lo que significa que ajusta continuamente las cuentas de los bancos participantes a medida que realizan pagos para los clientes de los demás. Los pagos se liquidan en tiempo real con carácter definitivo. El sistema es propiedad y está gestionado por EBA Clearing. Está abierto a los bancos que tienen su sede social o una sucursal en la Unión Europea y cumplen una serie de requisitos adicionales. EURO1 está sujeto a la legislación alemana (principio de cuenta corriente / estructura de obligación única) y se basa en una infraestructura de mensajería e informática proporcionada por SWIFT.

### STEP1
Desde 2000, EBA Clearing ofrece un servicio de pago denominado STEP1 para bancos pequeños y medianos para pagos únicos en euros de alta prioridad y urgencia. La infraestructura técnica es la misma que la del sistema EURO1, ambos utilizan la infraestructura de mensajería e informática de SWIFT.

### STEP2
STEP2 se puso en funcionamiento en 2003 con el proveedor de sistemas de pago italiano SIA Sp A. Tramita pagos masivos en euros. STEP2 es una cámara de compensación automática paneuropea (PE-ACH). Esto significa que cumple con los principios establecidos por el Consejo Europeo de Pagos (EPC) para un Sistema de Compensación y Liquidación conforme a PE-ACH.
Desde el inicio de la Zona Única de Pagos en Euros (SEPA) el 28 de enero de 2008, STEP2 ha estado ofreciendo servicios de procesamiento de Transferencias de Crédito SEPA en todos los países SEPA.
Desde el 2 de noviembre de 2009, fecha de transposición de la Directiva de Servicios de Pago (PSD), EBA Clearing ha estado procesando débitos directos SEPA con sus servicios STEP2 SDD Core y STEP2 SEPA Direct Débit ("Business to Business").
A través de sus ofertas de Transferencia de Crédito SEPA y adeudos directos, STEP2 proporciona a los bancos de toda Europa un canal a través del cual pueden enviar y recibir sus transferencias de crédito SEPA y adeudos directos SEPA. La plataforma STEP2 llega a casi el 100 por ciento de todos los bancos que han firmado los Acuerdos de Adherencia al Esquema SCT y SDD del Consejo Europeo de Pagos (EPC).

### MyBank
MyBank es una autorización electrónica paneuropea y pagos electrónicos de banca en línea que fue lanzada en marzo de 2013 por EBA Clearing. La solución permite a los clientes de toda Europa pagar sus compras en línea a través de su entorno de banca móvil o en línea habitual sin tener que revelar datos confidenciales al comerciante u otros terceros. La solución se puede utilizar para autorizar transferencias de crédito SEPA, así como para la creación de mandatos SDD. En una etapa posterior, MyBank también se puede utilizar para transacciones en monedas distintas del euro o para servicios de identidad electrónica.
Hoy, MyBank es propiedad y está administrado por PRETA S.A.S., una subsidiaria de EBA Clearing.

### RT1
RT1 es un sistema de pago instantáneo paneuropeo que proporciona a la industria de pagos europea una plataforma de infraestructura paneuropea para pagos en tiempo real en euros bajo el esquema de transferencia de crédito instantánea SEPA. Lanzado el 21 de noviembre de 2017, el sistema de pago rápido RT1 permite a los bancos comerciales ofrecer pagos rápidos a través de este sistema a sus clientes en toda la eurozona.